# Døgninstitution
En døgninstitution er en social institution, hvor patienter, beboere, indsatte eller lignende har deres hjem døgnet rundt hele året.
Døgninstitutioner kan være: Efterskoler, hvor eleverne sover på skolen og kan gå frit omkring, sygehuse, plejecentre.
Sikrede døgninstitutioner er institutioner, hvor der er sikringer som låse, hegn, mur, gitre, overvågning m.m., som er til at passe på de indsatte/patienterne, som har brug for pleje, faglig hjælp, observation eller lignende døgnet rundt.
Personer kan anbringes, hvis de f.eks er til fare for sig selv eller andre eller ikke kan klare sig selv.
 Der er for få eller ingen kildehenvisninger i denne artikel, hvilket er et problem. Du kan hjælpe ved at angive troværdige kilder til de påstande, som fremføres i artiklen.